# Plainfield (Indiana)
Plainfield es un pueblo ubicado en el condado de Hendricks en el estado estadounidense de Indiana. En el Censo de 2010 tenía una población de 27631 habitantes y una densidad poblacional de 476,63 personas por km².

## Geografía
Plainfield se encuentra ubicado en las coordenadas 39°42′5″N 86°22′23″O / 39.70139, -86.37306. Según la Oficina del Censo de los Estados Unidos, Plainfield tiene una superficie total de 57.97 km², de la cual 57.69 km² corresponden a tierra firme y (0.49%) 0.28 km² es agua.

## Demografía
Según el censo de 2010, había 27631 personas residiendo en Plainfield. La densidad de población era de 476,63 hab./km². De los 27631 habitantes, Plainfield estaba compuesto por el 85.25% blancos, el 7.94% eran afroamericanos, el 0.18% eran amerindios, el 3.33% eran asiáticos, el 0% eran isleños del Pacífico, el 1.52% eran de otras razas y el 1.79% pertenecían a dos o más razas. Del total de la población el 4.04% eran hispanos o latinos de cualquier raza.